# Gigante
Gigante – urugwajski film dramatyczny z 2009 roku zrealizowany w koprodukcji z Argentyną, Niemcami, Hiszpanią i Holandią, w reżyserii i według scenariusza Adriána Binieza.
Światowa premiera filmu nastąpiła 8 lutego 2009 roku, podczas MFF w Berlinie.

## Fabuła
Trzydziestopięcioletni samotny i nieśmiały mężczyzna - Jara pracuje jako ochroniarz w jednym z supermarketów na przedmieściach Montevideo. Pracuje głównie na nocnych zmianach i dzięki kamerom obserwuje, co się dzieje na terenie całego sklepu. Zazwyczaj jego zmiany przebiegają spokojnie, przez co w pracy robi to samo co w domu. Zajmuje się oglądaniem filmów, rozwiązywaniem krzyżówek i słuchaniu muzyki. Dotychczas jego życie wydawało się bardzo monotonne. Pewnego dnia, na monitorze dostrzega młodą sprzątaczkę Julię. Dziewczyna od razu wpada mu w oko, zaczyna coraz częściej o niej myśleć. Wkrótce postanawia dowiedzieć się o niej czegoś więcej. Zaczyna ją śledzić, co szybko staje się jego obsesją.

## Obsada
- Horacio Camandule(inne języki) – Jara
- Leonor Svarcas(inne języki) – Julia
- Fernando Alonso – Julio
- Diego Artucio(inne języki) – Omar
- Ariel Caldarelli(inne języki) – Szef Jary
- Fabiana Charlo(inne języki) – Mariela
- Andrés Gallo – Fidel